# Araucaria schmidii
Araucaria schmidii es una especie de conífera perteneciente a la familia Araucariaceae que es originaria de Nueva Caledonia y la única de las araucarias del archipiélago que crece exclusivamente en sustratos no ultramáficos. Está considerada en peligro de extinción por la pérdida de hábitat y su población pequeña.

## Hábitat
Esta especie se restringe a las laderas de los macizos de Colnett y del Monte Panié en Nueva Caledonia, generalmente a altitudes de 1500 a 1630 metros sobre el nivel del mar, sobre sustrato rocoso de origen sedimentario (esquisto), con poblaciones escasas sobre las cimas expuestas. Se ha reportado que la especie enfrenta un riesgo alto de extinción debido a que su pequeña población restringida a un área poco extensa es vulnerable a eventos destructivos fortuitos.

## Descripción
Es un  árbol que alcanza un tamaño de 30 m de altura, con numerosas ramas ascendentes. La corteza es gris, exfoliante en tiras largas de 10-15 cm de ancho. Las ramas primarias, pinnadas, en un patrón como de U, en 2 filas, de 6-9 mm  de diámetro. Las hojas juveniles lanceoladas, con quilla de 18 mm  de largo por 2 mm  de ancho por 1.5 mm  de espesor, en forma de aguja, ápice curvado. Las hojas adultas imbricadas, lanceoladas, con quilla de 7-10 mm  de largo por 1.5 a 2 mm  de ancho, con forma de aguja, curvada en el ápice. Los conos femeninos producidos terminalmente, ampliamente ovoides de 9 x 6 cm, de color glauco al madurar, brácteas con una punta recta de hasta 15 mm, madurando de noviembre a enero. Los conos masculinos de hasta 5 cm de longitud, producidos de forma terminal en la parte superior del árbol, maduran a mediados de febrero. La germinación según informes es epígea.

## Taxonomía
Araucaria schmidii fue descrita por David John de Laubenfels y publicado en Travaux du Laboratorie Forestier de Toulouse 1(8) Art 5: 1. 1969.
Etimología
Araucaria: nombre genérico geográfico que alude a su localización en Arauco.
schmidii: epíteto otorgado en honor del botánico Maurice Schmid.
Sinonimia
Eutassa schmidii (de Laub.) de Laub.